# Mortal Kombat (videogioco 1992)
Mortal Kombat è un videogioco arcade picchiaduro a incontri sviluppato e pubblicato da Midway Games nel 1992. È il primo capitolo della serie Mortal Kombat e successivamente è stato pubblicato da Acclaim Entertainment per le principali piattaforme domestiche dell'epoca. Il gioco si concentra su diversi personaggi di varie intenzioni che entrano in un torneo di arti marziali. Ha introdotto molti aspetti chiave della serie Mortal Kombat, tra cui l'esclusivo schema di controllo a cinque pulsanti e le mosse finali cruente chiamate Fatality.
Uscito in un periodo in cui il successo di Street Fighter II aveva causato una grande diffusione dei beat 'em up, Mortal Kombat poté concorrere contro esso per via di grafica e gameplay innovativi.
Mortal Kombat è considerato uno dei più grandi videogiochi di tutti i tempi dalla critica e dal pubblico e rimane uno dei giochi di combattimento più popolari nella storia del genere. Generò numerosi seguiti e spin-off nel corso del anni e decenni successivi, a partire da Mortal Kombat II nel 1993, e insieme al primo sequel è stato oggetto di un adattamento cinematografico di successo nel 1995. Tuttavia, ha anche suscitato molte polemiche per la sua rappresentazione di estrema violenza e sangue usando una grafica digitalizzata realistica e, insieme all'uscita casalinga di Night Trap, ha portato alla formazione dell'Entertainment Software Rating Board (ESRB), un'organizzazione sostenuta dal governo degli Stati Uniti che stabilisce le classificazioni dei videogiochi per proteggere i minori.

## Trama
Il Mortal Kombat è un grande torneo di arti marziali aperto a tutti che si svolge ogni generazione: guerrieri da tutto il mondo si riuniscono per stabilire chi sarà il campione assoluto. Pochi sanno in realtà che il torneo non è altro che il mezzo attraverso cui l'Outworld (il Regno Esterno) può impossessarsi della Terra.
Il torneo si tiene sull'isola di Shang Tsung, un potente e malvagio stregone che ha ingannato la morte con i suoi sortilegi ed è in grado di impossessarsi delle anime dei suoi avversari, rigenerando così il proprio corpo. Shang Tsung è appoggiato dalla razza Shokan, rappresentata dal principe Goro, un gigantesco uomo con quattro braccia che ha battuto in passato il grande maestro Kung Lao e ha in seguito totalizzato 9 vittorie consecutive al torneo, e da Reptile, uno strano ninja-rettile appartenente all'ormai estinta razza degli Zaterrian. Per consegnare le chiavi del regno della Terra all'imperatore dell'Outworld Shao Kahn, Shang Tsung e i suoi guerrieri devono vincere 10 volte di seguito il Mortal Kombat e, poiché la Terra ha perso gli ultimi nove, il decimo torneo è quello decisivo.
Non volendo perdere il reame sotto la sua protezione, il dio del tuono Raiden parte insieme a un gruppo scelto di guerrieri e scende in campo per scontrarsi con le forze dell'Outworld. Con lui ci sono Liu Kang, un monaco guerriero, Johnny Cage, una star del cinema, Scorpion, un ninja spettro, e Sub-Zero, membro del clan Lin Kuei, clan ninja rivale di quello di Scorpion. Nel gruppo rientra anche la giovane Sonya Blade, agente delle forze speciali in cerca del pregiudicato Kano, leader del clan criminale Dragone Nero, che ha teso una trappola alla squadra di Sonya uccidendone un compagno ed è fuggito sull'isola di Shang Tsung.
Johnny Cage sconfigge Goro, mentre Liu Kang batte Shang Tsung e vince il Mortal Kombat, dimostrandosi così l'Eletto e il degno discendente di Kung Lao, primo detentore del torneo. Sub Zero viene ucciso da Scorpion, che riesce così a vendicare la propria morte avvenuta per mano del ninja. Kano riesce invece a scappare da Sonya Blade ma i due vengono catturati da Shao Khan.

## Modalità di gioco
Mortal Kombat ricalca la struttura di gioco di Street Fighter II, ma introduce diverse innovazioni nel gameplay e nella grafica, spiccando in mezzo ai numerosi cloni del gioco della Capcom, che in quegli anni vennero prodotti in grande quantità.

### Struttura del gioco
Il gioco è strutturato ad incontri, in cui è necessario vincere almeno due round. Non appena viene scelto il personaggio (su sette disponibili), al giocatore viene mostrato l'ordine con cui dovrà sfidare gli altri lottatori: i primi sei incontri vengono svolti contro gli altri personaggi, in ordine casuale, dopodiché si deve combattere contro il proprio personaggio nel cosiddetto mirror match, seguito da tre incontri chiamati endurance match, altra novità introdotta da Mortal Kombat, in cui il giocatore deve combattere contro due avversari (nel quale non rientra mai il personaggio selezionato) e in ogni round, non appena sconfitto il primo avversario, ci si dovrà subito scontrare senza recuperare energia con il secondo personaggio, che entra nello schermo mentre il primo cade a terra (nelle versioni SNES e Mega Drive si dissolve con una fiammata, come ad essere un riferimento alle illusioni create da Shang Tsung).
Al termine del terzo endurance match, fa la sua comparsa Goro, un gigantesco uomo-mostro antropomorfo con quattro braccia: sue caratteristiche sono la grandissima forza dei suoi attacchi, la difficoltà di usare delle combo, un dannoso attacco a distanza (che esegue se ci si distanzia da lui), la sua notevole velocità di movimento e la particolarità di saltare da una parte all'altra dello schermo e schiacciare l'avversario (se però il suo attacco va a vuoto rimarrà indifeso per breve tempo). Dopo aver sconfitto Goro, ci si deve infine scontrare con Shang Tsung, in grado di assumere la forma di tutti i personaggi del gioco, compresi Goro e il personaggio utilizzato dal giocatore. È da notare che Shang Tsung dispone di pochissimi sprite rispetto agli altri personaggi, poiché tranne che per lanciare le palle di fuoco e spostarsi velocemente all'indietro, qualsiasi altro attacco base richiede che egli sia trasformato in un altro personaggio.
Ogni tre incontri, vi è uno stage bonus dove il giocatore deve riuscire a rompere un blocco di un materiale più o meno resistente, premendo a ripetizione i tasti di attacco basso per far crescere una barra di energia e sferrando il colpo col tasto block quando la barra supera il limite necessario richiesto. Giocando semplicemente contro la CPU è impossibile riuscire a partecipare a più di tre bonus stage, ma utilizzando anche un secondo giocatore è possibile visionare tutti gli stage bonus, dove si arriva a dover rompere materiali sempre più duri, fino ad arrivare addirittura al rubino e al diamante.

### Grafica e audio
I personaggi sono stati realizzati digitalizzando dei veri attori. Daniel Pesina interpreta Johnny Cage e i ninja (Sub Zero, Scorpion e Reptile). Analogamente, Liu Kang e Shang Tsung sono interpretati dallo stesso attore. Attendendo per alcuni istanti alla schermata iniziale è possibile osservare il video dei personaggi principali interpretati da attori in carne e ossa.
Ai tempi la grafica digitalizzata veniva usata raramente per caratterizzare dei personaggi giocabili: a causa delle limitazioni tecniche dell'epoca, la digitalizzazione si adattava male alla velocità richiesta da un picchiaduro. Il primo tentativo avvenne pochi anni prima con Pit-Fighter, picchiaduro dell'Atari, che, pur risultando un esperimento interessante e che fece parlare di sé, risentiva di una giocabilità che veniva seriamente compromessa a favore della grafica (che comunque risultava ancora alquanto approssimativa). I programmatori di Mortal Kombat sono invece riusciti a realizzare un gioco con una grafica molto pulita, in cui anche nelle fasi più concitate gli sprite sono immuni da rallentamenti, flickering o sfarfallii.
La parte audio è supportata da effetti campionati con voci reali digitalizzate. A parte un semplice motivetto nella schermata di introduzione, musicalmente è privo di una colonna sonora vera e propria o di musiche di accompagnamento durante i combattimenti.

### Controlli
Il sistema di controlli si discosta decisamente da quello di Street Fighter II. Benché vi siano 5 pulsanti, il loro uso è completamente diverso rispetto al gioco Capcom e implica nel giocatore una certa pianificazione nel loro uso. Vi sono due pulsanti corrispondenti ai calci e altri due corrispondenti ai pugni: ogni attacco può essere eseguito nella versione alta o bassa anziché essere divisi esclusivamente per intensità, come accadeva tipicamente nei beat'em up dell'epoca. L'innovazione più grande fu senza dubbio quella dell'inserimento di un tasto apposito per piazzarsi in posizione di difesa per parare i colpi.
Prima di allora (e ancora per molto tempo a seguire) in questo tipo di videogiochi la parata solitamente veniva eseguita stando fermi o premendo il tasto per far indietreggiare il personaggio mentre l'avversario stava attaccando; questo, se da un lato era il modo più intuitivo per realizzarle, dall'altro faceva sì che molte parate avvenissero in modo casuale e fortuito da parte del giocatore, che in quel momento voleva fare tutt'altro, come cercare di eseguire una mossa speciale o semplicemente spostare il suo personaggio; inoltre risultava impossibile spostare all'indietro il proprio personaggio durante un attacco poiché questo si metteva automaticamente in posizione di parata. Con l'introduzione del tasto block la parata diventa un'azione che il giocatore deve pianificare con attenzione, sapendo che durante la parata il suo personaggio rimane completamente immobile. La posizione di difesa inoltre non protegge totalmente il corpo: durante una parata eseguita in piedi il personaggio è completamente vulnerabile agli attacchi bassi, e viceversa. Inoltre la parata comporta una minima perdita di energia qualunque sia l'attacco subito, a differenza degli altri picchiaduro in cui la cosa avveniva solamente nel caso delle mosse speciali mentre i colpi canonici non causavano alcuna perdita di energia all'avversario in parata.
Indipendentemente dal personaggio utilizzato, i tasti dei pugni e dei calci ottengono effetti diversi a seconda che vengano premuti da soli, muovendosi in avanti o indietro, saltando da fermi o in movimento (e ovviamente differiscono a seconda del fatto che si utilizzi l'attacco alto o basso). Anche in questo caso non viene lasciata molta possibilità al caso, poiché ogni singolo attacco richiede un suo tempo per essere realizzato e lascia esposti ad eventuali contraccolpi avversari. Ad esempio i pugni sono molto veloci e possono essere eseguiti anche in rapida sequenza, ma il loro danno è minimo ed è molto facile per l'avversario neutralizzarli con una parata; al contrario, colpi come il montante o lo sgambetto causano danni notevoli e gettano al tappeto l'avversario con l'ulteriore vantaggio di renderlo indifeso per alcuni istanti, ma nel caso in cui vadano a vuoto lasciano completamente indifeso il giocatore che li esegue, anche per una semplice parata.
Tutte queste particolarità fanno sì che sia piuttosto difficile vincere, anche chiudendo un personaggio nell'angolo, essendo sempre possibile difendersi in qualche modo dalle raffiche di pugni e contrattaccare; in SFII, invece, spesso il computer non lasciava scampo in certe situazioni, complice anche lo stordimento accompagnato dalle famose "stelline", che qui non vi sono. Il gioco non era tuttavia esente da alcune tecniche che garantivano che il colpo andasse sempre a segno. Giocando contro la CPU, ad esempio, era possibile colpire sempre l'avversario utilizzando calci volanti da debita distanza, in modo da colpirlo solo con la punta del piede; in quei casi l'avversario non utilizzava mai la parata e veniva sempre mandato al tappeto, se non in rarissimi casi. Questo era il modo più utilizzato da chi tentava di eseguire una flawless victory (ovvero un perfect), ad esempio per poter incontrare Reptile.
Nel coin-op i pulsanti erano disposti a forma di X in modo che per il giocatore fosse intuitivo capire quale tasto premere per eseguire l'attacco alto o basso. Il tasto per la parata era posto al centro; la configurazione standard per la tastiera utilizzava i tasti 7 9 5 1 3 del tastierino numerico, disposti anch'essi a X.

### Violenza
Una delle caratteristiche salienti di Mortal Kombat fu la violenza che caratterizzava i duelli. Quando i personaggi vengono colpiti sgorgano grandissimi fiotti di sangue, che crearono non pochi problemi di censura. Il sangue, unito alla grafica realistica e ad effetti sonori ben realizzati, fornì una "concretezza" ai colpi dei personaggi per cui si aveva realmente l'impressione di far male ad un corpo in carne ed ossa, ed anche questo differenziava enormemente Mortal Kombat dai picchiaduro in stile SFII. Un altro aspetto che fece grande scalpore e rimase un marchio di fabbrica di Mortal Kombat (imitato in giochi come One Must Fall 2097), fu la presenza delle fatality, mosse con cui il vincitore al termine dell'incontro aveva la possibilità di uccidere l'avversario con un colpo di estrema brutalità. Un "tocco di classe" inutile ai fini del gioco, ma certamente spettacolare, era la possibilità di gettare l'avversario sconfitto giù dal ponte nello schermo del pit: colpendolo con un montante, questo veniva scaraventato giù dal ponte, finendo contro degli spuntoni presenti nel fondale che lo trafiggevano.
Tutti questi particolari fecero sì che alcune conversioni subissero alcune censure più o meno pesanti: su alcune piattaforme venne eliminato il sangue, fu eliminata la possibilità di lanciare il personaggio nel "pit" e alcune fatality furono modificate per risultare meno cruente. Nelle conversioni per Amiga e Sega Mega Drive era possibile reintrodurre la violenza tramite un cheat code, mentre nella versione per Super Nintendo questo era possibile esclusivamente utilizzando la Game Genie, un particolare hardware in grado di modificare temporaneamente i dati di gioco.  La censura era comunque limitata all'eliminazione dei dettagli macabri e alla sostituzione di alcune fatality. È inoltre curioso come, dopo l'esecuzione di una fatality, il bonus corrispondente fosse stato cambiato da "Fatality", appunto, in "Finishing bonus". La versione per PC, invece, risultò la più fedele, in quanto conservò tutti i particolari del gioco e anche sul piano tecnico conservò integralmente le caratteristiche grafiche, sonore e la velocità di gioco.

## Personaggi
- Liu Kang - Monaco shaolin, scelto dai suoi confratelli come loro rappresentante al torneo; è esperto di arti marziali e possiede anche poteri legati al fuoco. Interpretato da Ho Sung Pak.
- Raiden - Dio del fulmine e protettore della Terra, alleato con i terrestri per impedire che Shang Tsung si impossessi del loro Regno. Interpretato da Carlos Pesina.
- Johnny Cage - Star hollywoodiana di grande successo, partecipa al torneo per smentire le critiche che lo etichettano come finto maestro di arti marziali. Interpretato da Daniel Pesina.
- Sonya Blade - Agente delle Forze Speciali, ha raggiunto l'isola di Shang Tsung per dare la caccia al criminale Kano. Interpretata da Elizabeth Malecki.
- Kano - Leader dell'organizzazione criminale Dragone Nero, possiede un occhio cibernetico da cui può sparare raggi laser; è in fuga da Sonya in quanto ricercato dalle Forze Speciali. Interpretato da Richard Divizio.
- Sub-Zero - Un ninja del clan del Lin-Kuei, dotato di poteri di ghiaccio, assoldato per assassinare Shang Tsung. Sub-Zero, benché in diverse incarnazioni, è l'unico personaggio del primo capitolo che poi è comparso in tutti gli altri come giocabile. Interpretato da Daniel Pesina.
- Scorpion - Un ninja non-morto dotato di poteri del fuoco; la sua arma principale è un arpione legato a una corda. È tornato in vita per vendicare la propria morte avvenuta prematuramente a causa di Sub-Zero. Interpretato da Daniel Pesina.
- Reptile (avversario nascosto; non utilizzabile) - Guardia del corpo di Shang Tsung. Compare saltuariamente prima dell'inizio degli incontri lasciando indizi su come affrontarlo. In questa sua prima apparizione non ha un potere definito ma usa le stesse abilità degli altri due ninja. Interpretato da Daniel Pesina.
- Goro (primo boss; giocabile nella versione Gameboy) - Essere per metà umano e per metà drago, con 4 braccia, appartiene alla razza degli shokan, di cui è il principe. È campione del Mortal Kombat da 500 anni e autore della morte del Grande Kung Lao, primo campione terrestre del Mortal Kombat e antenato dell'attuale Kung Lao.
- Shang Tsung (boss finale; non utilizzabile) - Uno stregone al servizio dell'imperatore Shao Kahn, in grado di risucchiare l'anima ai suoi avversari sconfitti. Ha l'ordine di vincere per 10 volte consecutive il Mortal Kombat per poter conquistare il Regno della Terra. Interpretato da Ho Sung Pak.
- Ermac (errore grafico scegliendo Scorpion, glitch rimosso nelle versioni per PC e console).

## Arene
- The Pit (Al finish him/her! il giocatore con un montante lo fa finire tra gli spuntoni sotto)
- Courtyard
- Palace Gates
- Goro's Lair
- Throne Room
- The Pit Bottom (solo nello scontro con Reptile)
- Warrior Shrine

## Fatality
Dopo che un personaggio ha vinto il secondo round, una voce cavernosa urla Finish him! (o Finish her! se l'avversario è Sonya Blade) e tale scritta, eseguita col sangue, compare sullo schermo. A quel punto il giocatore ha a disposizione pochissimi secondi per realizzare una mossa chiamata fatality, con cui spettacolarizzare la morte del suo avversario e guadagnare un ulteriore bonus. Se la combinazione è eseguita correttamente, sia come sequenza di tasti, sia come distanza spaziale, lo sfondo si oscura e il personaggio compie la fatality.
| Personaggio/Ambiente | Altre versioni | Versioni censurate |
| -------------------- | --- | --- |
| Sub-Zero             | Con un montante, il ninja stacca la testa all'avversario e la solleva come un trofeo; il particolare più macabro è il fatto che la spina dorsale rimane ciondolante e sanguinante attaccata alla testa.            | Nella versione SNES, Sub-Zero fa un salto all'indietro, congela l'avversario, e dopo essersi riavvicinato con un altro salto sferra un pugno che distrugge il corpo congelato.                                              |
| Scorpion             | Si toglie la maschera rivelando un teschio al posto della testa e con una fiammata incendia l'avversario, di cui rimane solo uno scheletro fumante che si accascia a terra                                         | Si toglie la maschera rivelando un teschio al posto della testa e con una fiammata incendia l'avversario, di cui rimane solo uno scheletro fumante che si accascia a terra                                                  |
| Sonya Blade          | Con il gesto simile a quello di un bacio, lancia dalla bocca una palla luminosa che, dopo aver volteggiato in aria, incendia l'avversario.                                                                         | Con il gesto simile a quello di un bacio, lancia dalla bocca una palla luminosa che, dopo aver volteggiato in aria, incendia l'avversario.                                                                                  |
| Johnny Cage          | Con un montante stacca di netto la testa all'avversario, facendola rotolare per lo schermo. | Nella versione SNES, Cage effettua la tecnica del "Calcio Ombra" a distanza ravvicinata dall'avversario, bucandogli lo stomaco col piede.                                                                                   |
| Kano                 | Kano, infilando una mano nel petto dell'avversario, gli strappa il cuore ancora pulsante e lo solleva al cielo. | SNES: Kano buca il petto dell'avversario con la mano ma non ne estrae il cuore. |
| Raiden               | Con una scossa elettrica fa esplodere la testa dell'avversario. | Nella versione SNES, con la stessa posa della fatality originale, elettrifica l'avversario fino a renderlo un cumulo di polvere, nel quale rimane intatto solo il teschio.                                                  |
| Liu Kang             | Dopo aver colpito l'avversario con due calci rotanti mentre esegue una capriola, con un montante lancia fuori dalla visuale l'avversario, il quale ricade a terra solo qualche secondo dopo.                       | Nella versione SNES Liu Kang non colpisce l'avversario con i calci durante la capriola. Inoltre, se eseguita a grande distanza, Liu Kang non colpisce l'avversario, che resta barcollante fino all'oscurarsi dello schermo. |
| Pit Fatality         | Al Finish him!/her!, è sufficiente eseguire un montante contro l'avversario per scagliarlo tra gli spuntoni, questi ultimi pieni di corpi trucidati e teste mozzate (che appartengono ai programmatori del gioco). | Il nemico non si infilza sugli spuntoni (privi di dettagli macabri), ma cade sul terreno. |

Goro e Shang Tsung non hanno fatality e non è possibile eseguirle su di loro, cosa invece possibile su Reptile, che farà guadagnare al giocatore 1.000.000 di punti.
Dopo aver subito una sconfitta, non è raro subire la fatality da parte del giocatore controllato dalla CPU, cosa che però non avviene mai nella versione per SNES.

## Finali
Ognuno dei sei personaggi giocabili ha il proprio finale, non considerabili canonici per la storia della saga (a esclusione di quello di Liu Kang), ma che rispondono alla domanda: "Cosa sarebbe successo se questo personaggio avesse vinto il Mortal Kombat?".
- Liu Kang: Riesce a salvare dalla manipolazione di Shang Tsung il torneo, per farlo tornare nelle mani dei loro legittimi padroni, gli shaolin.
- Raiden: Il torneo non ha costituito una vera sfida per lui, e il dio sconfigge senza difficoltà sia Goro che Shang Tsung; preso il controllo e annoiato dalla facilità con cui ha vinto il Mortal Kombat, organizza un nuovo torneo solo per gli dei, con cui, tuttavia, ingaggia una battaglia così furiosa che porta alla distruzione del mondo.
- Johnny Cage: L'attore torna a Hollywood, con il titolo di Campione in tasca e conscio del valore delle sue doti di combattimento e del potenziale dell'esperienza vissuta: produce e interpreta così il film Mortal Kombat: The Movie, "e i suoi molti sequel di successo".
- Sonya Blade: La sua squadra era stata catturata da Shang Tsung, che aveva promesso di liberarla solo se la soldatessa avesse vinto il torneo; sconfitto lo stregone, Sonya può liberare i suoi amici e porre fine al Dragone Nero di Kano.
- Kano: Cacciato Shang Tsung, riunisce il Dragone Nero sull'isola, creando una sorta di monopolio intorno al torneo; incapaci di mantenere il potere, Kano e la sua organizzazione fanno degenerare il tutto nell'anarchia, portando alla cancellazione del Mortal Kombat.
- Sub-Zero: Dopo aver ucciso Shang Tsung, avendo compiuto anche la sua missione, riceve il titolo di Campione e i soldi della ricompensa, per poi decidere di ritirarsi dalla sua pericolosa professione e sparire dalla circolazione.
- Scorpion: Riesce a vendicare la propria morte, uccidendo Sub-Zero, ma dovrà sopportare per sempre la maledizione derivata dalla sua condizione di fantasma e non potrà mai più vedere la sua famiglia.

## Sviluppo
I creatori di Mortal Kombat, Ed Boon e John Tobias, hanno dichiarato che Midway Games li aveva incaricati nel progetto di sviluppare un "gioco di combattimento da pubblicare entro un anno", che i due credevano fosse destinato a competere con il popolare Street Fighter II: The World Warrior. Secondo Tobias, lui e Boon avevano immaginato un gioco di combattimento simile a Karate Champ ma con grandi personaggi digitalizzati anche prima, e il successo di Street Fighter II li aiutò solo a convincere la direzione della loro idea. Boon ha affermato che il team di sviluppo inizialmente era composto da quattro persone: lui stesso come programmatore, gli artisti John Tobias e John Vogel e Dan Forden come sound designer.  Il budget del gioco era di circa $ 1 milione.
Secondo Richard Divizio e Daniel Pesina, Mortal Kombat era effettivamente iniziato quando Tobias insieme a Divizio e ai fratelli Daniel e Carlos Pesina pianificarono di creare un gioco di combattimento a tema ninja; questa idea fu però respinta dall'intero management di Midway, che cercò invece di realizzare un gioco d'azione basato sul film in uscita Universal Soldier e con una versione digitalizzata della star del cinema di arti marziali Jean-Claude Van Damme, ma era già in trattative con un'altra società per un videogioco che alla fine non è mai uscito. Divizio convinse dunque Tobias a tornare al loro progetto originale. Alla fine, Van Damme fu parodiato nel gioco sotto forma di Johnny Cage (con il quale condivide le iniziali del suo nome, JC), una star del cinema di Hollywood narcisista che esegue un pugno diviso all'inguine in un cenno a una scena di Bloodsport. Tobias accreditò altre ispirazioni come provenienti dal cinema asiatico di arti marziali.
Boon in seguito disse: "Fin dall'inizio, una delle cose che ci ha separato dagli altri giochi di combattimento sono le mosse folli che abbiamo inserito, come le palle di fuoco e tutte le mosse magiche, per così dire".  Secondo Tobias, il contenuto ultraviolento del gioco non era stato originariamente previsto ed è stato implementato solo gradualmente man mano che lo sviluppo progrediva. Il concetto di Fatality, in particolare, si è evoluto dalla meccanica "stordita" dei primi giochi di combattimento. Boon ha detto che odiava la meccanica "stordita", ma che era divertente avere le vertigini del proprio avversario e fare un tiro libero. Boon e Tobias decisero che potevano eliminare l'aggravante delle vertigini facendolo accadere alla fine del combattimento, dopo che l'esito era già stato deciso. Una prima versione del gioco utilizzava altri due pulsanti per gli attacchi di pugno centrale e calcio.
Secondo quanto riferito, Mortal Kombat è stato sviluppato in 10 mesi dal 1991 al 1992, con una versione di prova che ebbe un'uscita limitata a metà del ciclo di sviluppo. Poiché una versione demo del gioco, che presentava solo sei personaggi (tutti maschi), era diventata popolare internamente negli uffici di Midway, al team è stato dato più tempo per lavorarci, con l'aggiunta di Sonya nel roster. Le riprese dei personaggi digitalizzati del gioco sono state girate con la videocamera Hi-8 personale di Tobias. Il gioco arcade finale utilizzava otto megabyte di dati grafici, con ogni personaggio con 64 colori e circa 300 fotogrammi di animazione.
La squadra ha avuto difficoltà a stabilire un nome per il gioco. Ed Boon ha dichiarato che per sei mesi durante lo sviluppo "nessuno è riuscito a trovare un nome che nessuno odiasse". Alcuni dei nomi suggeriti erano Kumite, Dragon Attack, Death Blow e Fatality . Un giorno, qualcuno aveva scritto "combattimento" sul tavolo da disegno per i nomi nell'ufficio di Boon e qualcuno ha scritto una K sopra la C , secondo Boon, "solo per essere un po' strano". Il designer di flipper Steve Ritchie era seduto nell'ufficio di Boon, ha visto la parola "Kombat" e gli ha detto: "Perché non lo chiami Mortal Kombat?", un nome che, stando a quanto dichiarò Boon "John Tobias lo ha ricordato in modo un po' diverso, dicendo che "è nato durante il processo di registrazione del marchio nel nome del gioco. Ci è piaciuto molto Mortal Combat come nome, ma non poteva andare oltre la legalità". Da allora, la serie ha iniziato a usare frequentemente la lettera K al posto della lettera C.

## Pubblicazione
Sebbene la versione arcade di Mortal Kombat non sia mai stata localizzata in Giappone, ha comunque avuto un'uscita ufficiale nel 1992 da Taito che ha pubblicato le importazioni nordamericane del gioco di Midway. Questo è l'unico gioco di Mortal Kombat con un coinvolgimento di Taito.
Il lancio di Mortal Kombat per console domestiche da parte di Acclaim Entertainment è stato uno dei più grandi lanci di videogiochi dell'epoca. Una marea di spot televisivi ha annunciato l'uscita simultanea di tutte e quattro le versioni casalinghe del gioco: SNES, Genesis, Game Boy e Game Gear. il 13 settembre 1993, una data soprannominata "Mortal Monday".  Nello stesso anno, un fumetto ufficiale, Mortal Kombat Collector's Editio , è stato scritto e illustrato dall'artista designer del gioco John Tobias e reso disponibile per corrispondenza, descrivendo più dettagliatamente il retroscena del gioco. Il fumetto è stato pubblicizzato durante la modalità di attrazione del gioco e in seguito sarebbe stato venduto normalmente in tutto il paese, anche se era abbastanza difficile ottenere una copia al di fuori degli Stati Uniti. Il fumetto è stato successivamente incluso anche come una serie di bonus sbloccabili in Mortal Kombat: Deadly Alliance.
Mortal Kombat: The Album , un album di The Immortals con musica techno, è stato pubblicato nel maggio 1994. Presenta due temi per il gioco, "Techno Syndrome" e "Hypnotic House", oltre a temi scritti per ogni personaggio. "Techno Syndrome" è stato adattato per la colonna sonora del film del 1995 e ha incorporato il familiare "Mortal Kombat!" urlato dalla pubblicità di Mortal Monday.  Jeff Rovin ha anche scritto un romanzo del primo Mortal Kombat , che è stato pubblicato nel giugno 1995 in concomitanza con l'uscita del primo film. C'erano anche linee di action figure basate sui personaggi del gioco.

### Versioni Home
Quattro port ufficiali sono usciti in Nord America come parte della campagna "Mortal Monday" nel 1993. Le versioni Super Nintendo Entertainment System (SNES) e Sega Mega Drive sono state le conversioni per console domestiche, mentre quelle per console portatili sono uscite per Game Boy e Game Gear. Sebbene la grafica e l'audio della versione SNES fossero più accurati di quelli della versione Genesis, presenta modifiche al gameplay e, grazie alla politica "Family Friendly" di Nintendo, sostituisce il sangue con il sudore e la maggior parte delle Fatality con "finiture" meno violente si sposta. L'effetto sudore, che era una colorazione della tavolozza aggiunta dopo la decisione di Nintendo di censurare il gioco, tuttavia, poteva essere disattivata attraverso il Game Genie con il codice "BDB4-DD07". Nella versione Genesis, il sangue e Fatalities senza censure erano disponibili tramite un cheat code scrivendo "ABACABB", un cenno all'album Abacab della band Genesis che condivideva il loro nome con la versione nordamericana della console. Questa versione è stata classificata MA-13 dal Videogame Rating Council.
Acclaim ha distribuito il gioco nel Regno Unito, con un budget di marketing di 2 milioni di sterline (2381650,00 di euro).
La versione per Game Boy è stata in gran parte ridotta rispetto alla sua controparte arcade. Aveva controlli ritardati e una disposizione dei pulsanti limitata. Ha anche omesso Reptile e le mosse Fatality più sanguinose. Tuttavia, i giocatori potrebbero giocare come Goro tramite un codice. Johnny Cage era apparentemente destinato a essere un personaggio giocabile, ma è stato tagliato fuori; ma i suoi bit dei suoi dati di carattere rimangono nei file di dati. La versione Game Gear era simile alla versione Game Boy, ma con importanti miglioramenti (colore, gameplay più veloce e controlli più rigorosi). Come la sua controparte a 16 bit, il gioco è stato censurato a meno che non fosse stato inserito un cheat code (2, 1, 2, Giù, Su), ma mancavano Kano e Reptile. Un port basato sulla versione Game Gear è uscito per le regioni PAL all'inizio del 1994. Secondo Phylene Riggs di Acclaim, a un certo punto era stato pianificato anche un port NES, ma annullato prima che entrasse nella fase di programmazione.
I port per MS-DOS e Amiga sono usciti nel 1994. La versione MS-DOS è il port più accurato della versione arcade in termini di grafica e gameplay. È uscito sia in formato floppy disk che CD-ROM, con la versione CD-ROM con la musica arcade originale e gli effetti sonori. La versione Amiga è uscita solo in Europa, con controlli limitati a uno o due pulsanti di azione, e conteneva una colonna sonora minima con musica arrangiata da Allister Brimble.
La versione CD del gioco per Sega è uscita con un video introduttivo dello spot di Mortal Monday. Questa port non richiedeva l'inserimento di un codice per accedere al contenuto non censurato e quindi ha ricevuto una valutazione MA-17. Sebbene questo port fosse tecnologicamente inferiore al port SNES dall'aspetto migliore e avesse tempi di caricamento più lenti, assomigliava più fedelmente alla versione arcade nel gameplay reale. Conteneva anche l'autentica colonna sonora CD-DA, presa direttamente dalla versione arcade, ma alcune arene presentano la musica sbagliata (come Courtyard che suona il tema di Pit). Diversi remix di Mortal Kombat del tema è stata inclusa come funzionalità bonus, incluso il remix utilizzato in seguito per l'adattamento cinematografico. Il gore potrebbe essere disabilitato inserendo un codice nel menu principale. Alcune copie di questa versione sono incompatibili con il modello 1.1 del CD Sega; Acclaim si è offerto di sostituire tali dischi che sono stati spediti alla loro sede di Oyster Bay con copie funzionanti.
Mortal Kombat è uscito successivamente in Giappone per il Game Gear, Super Famicom, Game Boy e Mega Drive come Mortal Kombat: Legend of the Advent God Fist ( Mortal Kombat KamiKen advent legend, Motaru Konbatto: Shinken Korin Densetsu ) e per The Mega-CD come Mortal Kombat: Legend of the Advent God Fist - Extended Edition ( Mortal Kombat KamiKen advent legend versione completa , Motaru Konbatto: Shinken Korin Densetsu - Kanzenhan ) senza grandi cambiamenti rispetto alla loro prima uscita.
Una conversione del gioco era stata sviluppata da Iguana Entertainment e programmata per essere pubblicata su Atari Jaguar, ma non è mai stata pubblicata.
Con l'uscita di Mortal Kombat: Deception "Premium Pack" nel 2004, sia PlayStation 2 che Xbox hanno ricevuto porting del gioco come contenuto bonus. Sebbene sia stato promosso come "arcade perfect", ci sono stati alcuni problemi con il suono e il gameplay.
Sempre nel 2004, Jakks Pacific ha pubblicato il gioco come uno dei suoi Plug It in & Play TV Games, sviluppato da Digital Eclipse. È un porting unico realizzato direttamente dal codice arcade di Chris Burke, che era l'unico programmatore del port. A causa delle limitazioni hardware del processore insolito utilizzato dalle unità Jakks Pacific, gli sfondi sono statici e non presentano scorrimento parallasse. Sono uscite entrambe le versioni censurate e non censurate, classificate rispettivamente T per Teen e M per Mature.
Il gioco faceva parte della compilation del 2005 Midway Arcade Treasures: Extended Play. Questa port presenta gli stessi controlli, grafica e sangue che conteneva il gioco originale, ma come Mortal Kombat: Deception "Premium Pack", ha problemi audio e non ha il bios dei personaggi. Il 31 agosto 2011 Warner Bros. Interactive Entertainment ha pubblicato Mortal Kombat Arcade Kollection, composto da Mortal Kombat, Mortal Kombat II e Ultimate Mortal Kombat 3, come titolo scaricabile per Microsoft Windows, PlayStation 3 e Xbox 360.
Il gioco è fruibile anche via Antstream Arcade sotto li marchio Warner Bros. IE e sullo store digitale GOG.com.

## Accoglienza
Negli Stati Uniti, RePlay ha riportato Mortal Kombat come il secondo cabinato arcade verticale più popolare nel settembre 1992.  In seguito ha superato le classifiche dei cabinati arcade verticali RePlay da ottobre a novembre 1992,  quindi da febbraio a marzo 1993, e poi a novembre 1993.  Ha anche raggiunto la vetta della classifica arcade Play Meter nel dicembre 1992.  È stato il secondo gioco arcade di maggior incasso dell'estate 1993, dopo NBA Jam, secondo RePlay. È stato uno dei due giochi arcade con il maggior incasso d'America del 1993 (insieme a NBA Jam), superando i $ 300.000.000 (equivalenti a $ 540.000.000 nel 2020) al botteghino nazionale del film Jurassic Park dello stesso anno. Ha anche superato la classifica delle vendite di CD Sega nel giugno 1994.
Nel novembre 1993, Acclaim annunciò di aver spedito più di tre milioni di copie di Mortal Kombat per i sistemi domestici, contando le versioni SNES, Genesis, Game Boy e Game Gear messe insieme. Il gioco ha venduto 3 milioni di copie in tutto il mondo nelle prime tre settimane. Negli Stati Uniti, è stato il gioco più venduto per Sega Genesis e SNES nel gennaio 1994. Nel Regno Unito, è stato il videogioco casalingo più venduto nell'ottobre 1993,  il gioco Sega Master System più venduto per quattro mesi nel 1994 (da maggio ad agosto), e il gioco Mega CD più venduto nel giugno 1994.
Nel 1995, le versioni casalinghe delle cartucce avevano venduto più di 6 milioni di unità e avevano incassato oltre 300 milioni di dollari di fatturato.  A partire dal 2000 , ha venduto 6,5 milioni di cartucce in tutto il mondo su tutte le piattaforme, con la versione Genesis che rappresenta la maggior parte delle vendite. A partire dal 2002 , la versione arcade originale ha venduto 24.000 unità arcade e ha incassato una cifra stimata di 570 milioni di dollari. Il gioco ha anche generato costi di licenza da film e programmi TV, portando le entrate totali di giochi e licenze a $ 1,5 miliardi a partire dal 2002.

## Serie
Il videogioco possiede numerosi seguiti, quasi tutti picchiaduro a incontri, con le eccezioni principali di Mortal Kombat Mythologies: Sub-Zero, un picchiaduro a scorrimento orizzontale con protagonista Sub-Zero, e Mortal Kombat: Special Forces, un videogioco d'avventura3D con protagonista Jax Briggs.